# Marcos Castellanos
Marcos Castellanos là một đô thị thuộc bang Michoacán, México. Năm 2005, dân số của đô thị này là 11012 người.